# Dürrnbuch (Emskirchen)

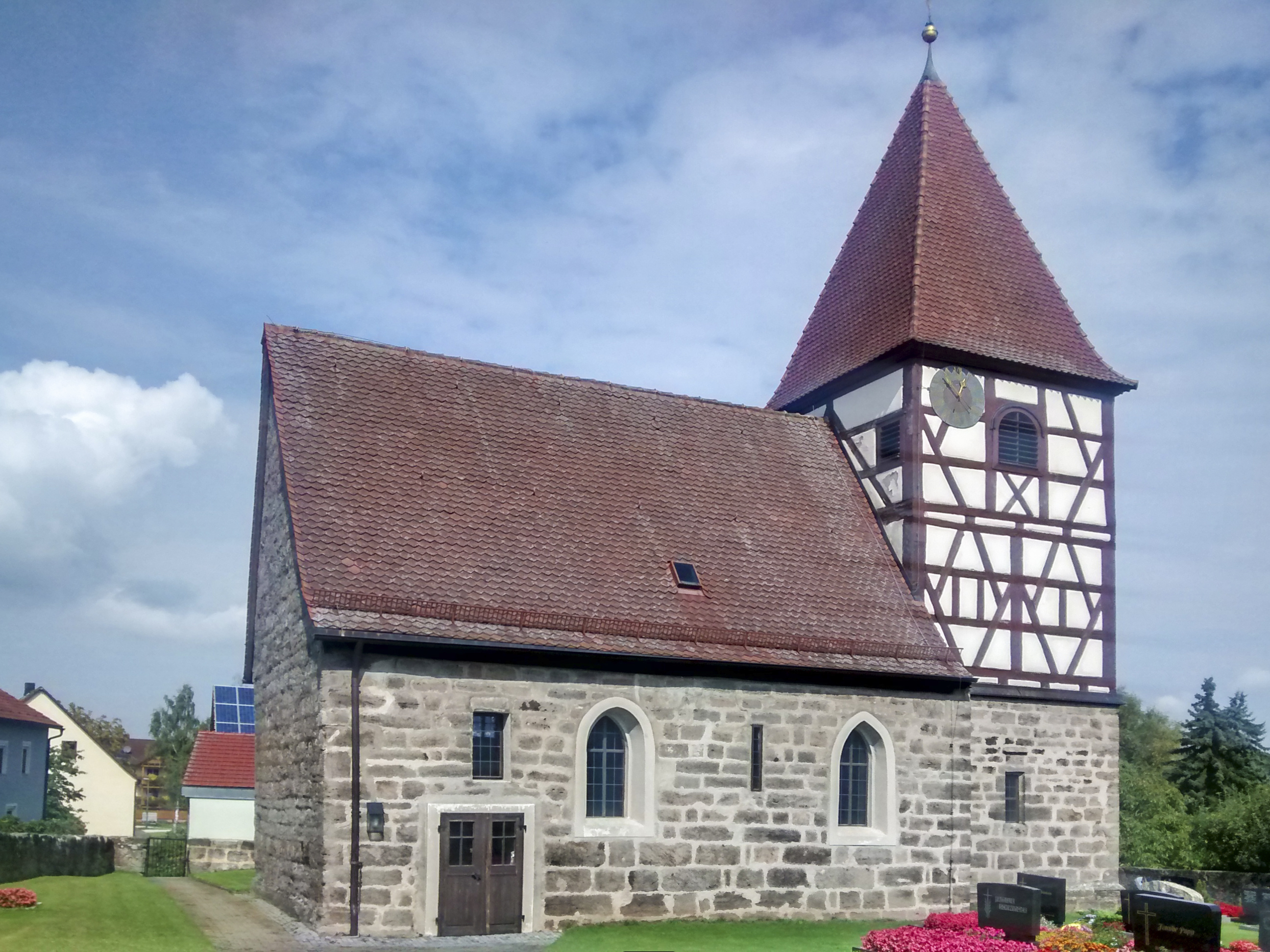
Die evang.-luth. Filialkirche St. Kilian

Dürrnbuch ist ein Gemeindeteil des Marktes Emskirchen im Landkreis Neustadt an der Aisch-Bad Windsheim (Mittelfranken, Bayern). Die Gemarkung Dürrnbuch hat eine Fläche von 5,149 km². Sie ist in 526 Flurstücke aufgeteilt, die eine durchschnittliche Fläche von 9789,09 m² haben.

## Geografie
Beim Kirchdorf entspringt der Fembach (im Oberlauf Dürrnbucher Graben genannt). Im Süden liegt die Dürrnbucher Höhe, 0,5 km nordwestlich das Neuland, 1 km nördlich die Egertenhöhe und 0,5 km östlich der Geiersberg. Die Kreisstraße NEA 19 führt nach Bräuersdorf zur Bundesstraße 8 (2,1 km nordöstlich) bzw. nach Siedelbach (1,5 km südwestlich). Gemeindeverbindungsstraßen führen nach Wilhermsdorf zur Kreisstraße FÜ 18 (3 km südlich), nach Emskirchen (3 km nördlich) und nach Laubendorf (3,2 km südöstlich).

## Geschichte
Der Ort wurde am 2. August 1307 als „Dvrrenbvch“ erstmals in einer Urkunde erwähnt, in der Burggraf Friedrich IV. dem Kloster St. Klara Nürnberg die Einkünfte eines Gutes in diesem Ort übertrug. 1329 und 1402 wurden Adelige des Geschlechts Seckendorff in „Durrenbuch“ bzw. „Dürrenpuch“ erwähnt. 1330 wurde erwähnt, dass auch die Reichsstadt Nürnberg Besitz in „Dvrrenbuch“ hatte. Im burggräflichen Salbuch (1361/64) heißt es, dass der Ort dem burggräflichen Amt Schauerberg unterstand. Im Salbuch des Klosters Heilsbronn von 1402 wurden zwei Anwesen in „Duͤrnpuch“ verzeichnet. Das Kloster Langenzenn hatte dort fünf Anwesen, der Deutsche Orden drei Anwesen.
Gegen Ende des 18. Jahrhunderts gab es in Dürrnbuch 16 Anwesen. Das Hochgericht übte das brandenburg-bayreuthische Fraischvogteiamt Emskirchen-Hagenbüchach aus. Die Dorf- und Gemeindeherrschaft hatte das Kasten- und Jurisdiktionsamt Emskirchen. Grundherren waren das Fürstentum Bayreuth (14 Anwesen; Kasten- und Jurisdiktionsamt Emskirchen: 1 Wirtshaus, 2 Güter, 2 Tropfhäuser, 1 Schmiede; Kastenamt Neuhof: 2 Güter; Klosteramt Langenzenn: 6 Güter) und das St.-Klara-Klosteramt der Reichsstadt Nürnberg (1 Halbhof, 1 Gut).
Von 1797 bis 1810 unterstand der Ort dem Justizamt Markt Erlbach und Kammeramt Emskirchen. Im Jahre 1810 kam Dürrnbuch an das Königreich Bayern. Im Rahmen des Gemeindeedikts wurde es dem 1811 gebildeten Steuerdistrikt Emskirchen zugeordnet. 1813 entstand die Ruralgemeinde Dürrnbuch, zu der Neidhardswinden und Finkenmühle gehörten. Mit dem Zweiten Gemeindeedikt (1818) wurden zwei Ruralgemeinden gebildet:
- Dürrnbuch;
- Neidhardswinden mit Finkenmühle.[8][9]

Die Ruralgemeinde Dürrnbuch war in Verwaltung und Gerichtsbarkeit dem Landgericht Markt Erlbach zugeordnet und in der Finanzverwaltung dem Rentamt Neustadt an der Aisch. Ab 1862 gehörte Dürrnbuch zum Bezirksamt Neustadt an der Aisch (1939 in Landkreis Neustadt an der Aisch umbenannt) und ab 1856 zum Rentamt Markt Erlbach (1919–1929: Finanzamt Markt Erlbach, 1929–1972: Finanzamt Neustadt an der Aisch, seit 1972: Finanzamt Uffenheim). Die Gerichtsbarkeit blieb beim Landgericht Markt Erlbach (1879 in Amtsgericht Markt Erlbach umbenannt), von 1959 bis 1972 war das Amtsgericht Fürth zuständig, seitdem ist es das Amtsgericht Neustadt an der Aisch. Die Gemeinde hatte 1964 eine Gebietsfläche von 5,159 km².
Am 1. Januar 1972 wurde Dürrnbuch im Zuge der Gebietsreform in Bayern nach Emskirchen eingemeindet.

### Baudenkmäler
- evangelisch-lutherische Filialkirche St. Kilian[14]
- Kirchhofmauer[14]
- Grenzstein[14]

### Einwohnerentwicklung
| Jahr      | 1818   | 1840   | 1852   | 1855   | 1861   | 1867   | 1871   | 1875   | 1880   | 1885   | 1890   | 1895   | 1900   | 1905   | 1910   | 1919   | 1925   | 1933   | 1939   | 1946   | 1950   | 1952   | 1961   | 1970   | 1987   | 2014  |
| Einwohner | 209    | 236    | 266    | 277    | 275    | 278    | 262    | 270    | 293    | 288    | 278    | 248    | 233    | 239    | 271    | 265    | 245    | 233    | 222    | 335    | 314    | 283    | 217    | 218    | 219    | 220   |
| Häuser    | 37     | 42     |        |        |        |        | 40     |        |        | 41     | 41     |        | 41     |        |        |        | 43     |        |        |        | 47     |        | 48     |        | 53     |       |
| Quelle    | [ 16 ] | [ 17 ] | [ 18 ] | [ 18 ] | [ 19 ] | [ 20 ] | [ 21 ] | [ 22 ] | [ 23 ] | [ 24 ] | [ 25 ] | [ 18 ] | [ 26 ] | [ 18 ] | [ 27 ] | [ 18 ] | [ 28 ] | [ 18 ] | [ 18 ] | [ 18 ] | [ 29 ] | [ 18 ] | [ 11 ] | [ 30 ] | [ 31 ] | [ 2 ] |

## Religion
Der Ort ist seit der Reformation evangelisch-lutherisch geprägt und war ursprünglich nach St. Georg (Laubendorf) gepfarrt. Seit dem 1. Januar 2007 ist die evangelisch-lutherische Kirchengemeinde Dürrnbuch der Pfarrei Emskirchen mit den weiteren Kirchengemeinden Emskirchen und Neidhardswinden zugepfarrt. Die Einwohner römisch-katholischer Konfession sind nach St. Michael (Wilhermsdorf) gepfarrt.